# Servant × Service
Servant × Service (サーバント×サービス Sābanto × Sābisu?) es un manga japonés escrito e ilustrado por Karino Takatsu. Una adaptación al anime se estrenó del 5 de julio de 2013 al 26 de septiembre de 2013. 

## Argumento
La historia gira en torno a la vida cotidiana de los empleados en un edificio de una oficina gubernamental en la ciudad ficticia de Mitsuba, Hokkaido. A los padres de Lucy les costó mucho elegir un solo nombre para ella cuando nació. Debido a su indecisión, decidieron darle más de una docena de nombres diferentes, y esto fue aprobado legalmente por un funcionario público. A una edad adulta, Lucy logra conseguir un trabajo en la misma oficina de servicio público. Pero su razón es buscar venganza contra la persona que había legalizado su nombre ridículamente largo. Ser un funcionario público no es un trabajo fácil debido a que trata con muchos ciudadanos enojados, enfrenta diferentes desafíos y tiene que aguantar a compañeros de trabajo extravagantes cada día. Sin embargo, Lucy está decidida a hacer lo que sea necesario para vengarse. Los recién llegados Hasebe Yutaka, Yamagami, Miyoshi Saya y su supervisora Ichimiya Taishi repasan las peculiaridades cotidianas de trabajar en su oficina. 

## Personajes

### Personajes principales
Lucy (...) Yamagami (山神 ルーシー（略） Yamagami Rūshī (ryaku)?)
Seiyū: Ai Kayano
Lucy es una recién llegada que decide postularse como servidor público para buscar y vengarse del hombre (él mismo un servidor público) responsable de aprobar su nombre bastante largo que le dieron sus padres. Ella muestra seriedad en su trabajo, pero siempre es el blanco de las bromas de Yutaka. Su verdadero nombre, o al menos parte del nombre que podría mencionar, es Lucy Kimiko Akie Airi Shiori Rinne Yoshiho Chihoko Ayano Fumika Chitose Sanae Mikiko Ichika Yukino Reina Eri ... (todavía continúa) .
Ella tiene un mechón (ahoge) sobresaliendo de su cabeza, un rasgo heredado de su madre, según el flashback en el primer episodio, que reacciona de acuerdo con su estado de ánimo o emociones. De los tres nuevos empleados, ella parece ser la más ingenua y poco cautelosa. No le gusta Hasebe al principio debido a las constantes burlas hacia ella, pero a lo largo de la historia, demuestra algunos sentimientos por él.
Yutaka Hasebe (長谷部 豊 Hasebe Yutaka?)
Seiyū: Tatsuhisa Suzuki
El único hombre entre los tres recién llegados que es conocido por burlarse de los demás en el trabajo, incluyendo Lucy, pide las direcciones de correo electrónico a las chicas con las que se encuentra pero nunca los usa para contactarlas. A pesar de su imagen vaga y despreocupada, de hecho muestra cierto talento en su línea de deber en las situaciones menos esperadas. En casa no es tan hiperactivo como en la oficina debido a que siempre se cansa de jugar juegos de computadora. Tiene una hermana llamada Kaoru que también es una funcionaria pública, y es aún más traviesa que Hasebe. Entre su familia en realidad es el menos hiperactivo. Parece tener sentimientos por Lucy y la ha invitado a salir dos veces.
Saya Miyoshi (三好 紗耶 Miyoshi Saya?)
Seiyū: Mai Nakahara
Una graduada universitaria de 24 años y una chica de voz suave que tiende a guardar sus opiniones de otras personas para sí misma. Primero fue asignada como uno de los muchos oficiales de recepción, y pasa la mayor parte de su tiempo escuchando las interminables quejas de sus clientes mayores, especialmente de la anciana Sra. Tanaka.
Megumi Chihaya (千早 恵 Chihaya Megumi?)
Seiyū: Aki Toyosaki
Una empleada del servicio social que realmente trabaja como una empleada temporal con un turno más corto que otros. Es bastante distante con sus compañeros de trabajo, y se revela que es una ávida fanática de la serie de chicas mágicas Magical Flowers. Cuando no está en el trabajo, asiste a eventos de cosplay vestida como Gerbera Pink, uno de los personajes de la serie. Ella desea abiertamente ver a Lucy haciendo cosplay como uno de los otros personajes de "Magical Flowers" debido a su cabello oscuro y su gran busto. Odia que Hasebe se acerque demasiado a Lucy en caso de que él la convenza de usar cosplay antes de que ella lo haga. Ella ha estado saliendo con Ichimiya por más de un año.
Taishi Ichimiya (一宮 大志 Ichimiya Taishi?)
Seiyū: Takahiro Sakurai
Taishi es un supervisor en la oficina de salud y bienestar y el encargado de Lucy y sus amigos. Aunque amable y accesible, Taishi es propenso a ser mandatado, especialmente por su hermana. Ha estado saliendo con Chihaya durante más de un año, pero le preocupa que lo abandonen antes de Navidad, ya que el cumpleaños de Toko es el mismo día y siempre da prioridad a Toko, aunque a Chihaya, debido a sus propios compromisos de cosplay de Navidad, no parece importarle.
Tōhko Ichimiya (一宮 塔子 Ichimiya Tōko?)
Seiyū: Rumi Ōkubo
La hermana menor tsundere de Taishi, conocida por tener una marca peculiar debajo del ojo derecho similar a la imagen de "vena abultada" utilizada para representar a una persona cuando está enojada. Manteniéndose fiel a este rasgo peculiar, Tōhko a menudo está de mal humor y tiene mal genio. Por otro lado, parece tener un complejo de hermanos. Desde que supo sobre el interés de su hermano mayor en trabajar como funcionario público, Tōhko comenzó a aprender más sobre el trabajo, y en la escuela secundaria tiene el conocimiento suficiente para dar exámenes sorpresa a los empleados cada vez que visita el lugar de trabajo de su hermano. Su cumpleaños es en Nochebuena.
Kenzo Momoi (百井 兼蔵 Momoi Kenzō?)
Seiyū: Rikiya Koyama
El Jefe de Sección del Departamento de Salud y Bienestar. Él se presentó por primera vez como un conejo de peluche hablando debido a su timidez extrema. Sin embargo, a veces cae presa del estado de ánimo de sus subordinados y, como resultado, lo pisotean o le arrancan el pelaje como pétalos en una flor. También es un viejo amigo del padre de Hasebe.

### Personajes secundarios
Sra. Tanaka (田中 Tanaka-san?)
Seiyū: Mikako Takahashi
Una anciana que vive en la sala y que frecuenta la oficina para visitar a Miyoshi. Ella siempre habla de su nuera y tiene un nieto que es amigo y rival de la infancia de Yutaka. Aunque intentó que Miyoshi se casara con su nieto, deja de hablar de él cuando se da cuenta de que Miyoshi lo odia.
Jōji Tanaka (田中 譲二 'Tanaka Jōji'?)
Seiyū: Tetsuya Kakihara
El nieto de Tanaka-san. Es un banquero soltero de 22 años. Como amigo de la infancia de Yutaka, nunca le gana a Yutaka en nada, lo que lleva a una amistad muy incómoda. También parece que podría tener sentimientos no correspondidos hacia Yutaka como lo indica Chihaya.
Kaoru Hasebe (長谷部 薫 'Hasebe Kaoru'?)
Seiyū: Yū Kobayashi
La hermana de Yutaka. A ella le gusta gastar bromas a las personas. Cuando se da cuenta de que Yutaka ama unilateralmente a Lucy, trata de que Lucy se enamore de Yutaka.
Kanon Momoi (百井 花音 'Momoi Kanon'?)
Seiyū: Rina Hidaka
La hija de Kenzo Momoi y también amiga de la escuela secundaria de Touko. Ella es linda y se parece a su padre. Ella no parece estar molesta por la apariencia externa de su padre y siempre lo cubre. También es inteligente y entiende muy bien las situaciones.
Papá de Lucy (山神 父?)
Seiyū: Akira Ishida
Mamá de Lucy (山神 母?)
Seiyū: Fumiko Orikasa
Los padres de Lucy. Debido a que pidieron las opiniones de otras personas por el nombre de su hija y no pudieron decidir cuál usar, nombraron a su hija con todos esos nombres.
Papá de Hasebe (長谷部 父?)
Seiyū: Daisuke Namikawa
Yutaka y el padre de Kaoru que trabajaba como miembro del personal de la oficina del barrio cuando nació Lucy. Aprobó la solicitud para el ridículo y largo nombre de Lucy, y es el objetivo de la venganza de Lucy. También es un viejo amigo del Jefe de Sección.

## Medios de comunicación

### Manga
La serie de manga escrita por Karino Takatsu comenzó la serialización en la revista Big Gangan de Square Enix en 2009. La serie se terminó después de 4 volúmenes de tankōbon. Ha sido licenciado en los Estados Unidos por Yen Press. 

### Anime
Una adaptación de anime de 13 episodios producida por A-1 Pictures y dirigida por Yasutaka Yamamoto comenzó a transmitirse en ABC el 5 de julio de 2013 y luego se emitió en Tokyo MX, Tochigi TV, Gunma TV, Hokkaido Broadcasting Company, Chukyo TV, BS11 y AT -X. Además, la serie utiliza diseños de personajes realizados por Terumi Nishii basados en los diseños originales de Karino Takatsu, mientras que la composición de la serie y el guion están hechos por Kento Shimoyama, junto con la dirección de sonido de Akiko Fujita y la música de monaca. Aniplex of America obtuvo los derechos de licencia de la serie para el lanzamiento de videos caseros, mientras que Crunchyroll obtuvo la serie para transmisión en ciertas partes del mundo.
El tema de apertura es "May I Help You?" (めいあいへるぷゆー??) De Ai Kayano, Mai Nakahara y Aki Toyosaki mientras que el tema final es "Hachimitsu Doki" (ハチミツ時間（どき lit. Honey Time?), cantada por Ai Kayano del episodio 1 al episodio 4, episodio 5 a 8 de Mai Nakahara, y el episodio 9 a 12 es cantado por Aki Toyosaki.